# 巴加塔切爾涅希納
48°59′58″N 35°34′6″E / 48.99944°N 35.56833°E
巴加塔切爾涅希納（烏克蘭語：Багата Чернещина），是烏克蘭東部的村莊，隸屬哈爾科夫州的別列斯京區。該村處於奧列利河畔，分別距離小布奇基2公里和大布奇基4公里，始建於1756年，面積3.27平方公里，海拔高度92米，2001年人口699。